# Faces and Places Vol. 7
Faces And Places Vol.7, conosciuto anche con altri titoli tra i quali Jet-Propelled Photographs e At the Beginning, è un album di demo registrati nel 1967 del gruppo britannico di rock progressivo Soft Machine, che venne pubblicato nel 1972 dalla BYG Records.
Quest'opera è la sintesi delle esperienze maturate da Daevid Allen ed il suo Daevid Allen Trio e dai Wilde Flowers nel campo del jazz, del rock psichedelico del rock progressivo, del beat, del rock sperimentale e del jazz-rock dal 1960 al 1967. Si colloca all'interno della corrente musicale nota come scena di Canterbury. Grazie soprattutto alla presenza di Allen, che avrebbe lasciato il gruppo pochi mesi dopo la registrazione, l'album è intriso nelle atmosfere dada-psichedeliche care al chitarrista australiano ed è diverso dalle successive opere della band.

## Storia
I Soft Machine si formarono nella primavera del 1966 e divennero presto una delle band più influenti della psichedelia britannica. La conferenza stampa di presentazione del loro primo 45 giri, Love Makes Sweet Music, si tenne il 22 febbraio del 1967, la sera stessa allo Speakeasy Club di Londra furono il gruppo spalla della Jimi Hendrix Experience e lo stesso Jimi si unì a loro suonando il basso.
Allen fece ascoltare la registrazione di questa esibizione al produttore Giorgio Gomelsky che, entusiasta, nell'aprile del 1967 produsse i demo che compongono Faces And Places Vol.7. Vennero registrati ai De Lane Lea Studios di Londra ma sarebbero stati pubblicati solo nel 1972 dalla BYG Records. Buona parte dei brani sono stati composti da Hugh Hopper, il bassista del Daevid Allen Trio e dei Wilde Flowers, che sarebbe entrato nella formazione dei Soft Machine solo in seguito.
Gomelsky dichiarò che tali demo in realtà erano le tracce di un album di cui è slittata la pubblicazione, mentre Robert Wyatt affermò che erano registrazioni che la band non considerava adatte ad essere suonate dal vivo.
Alla registrazione dei brani seguì una fortunata tournée in Francia, e quando il gruppo tornò in Inghilterra ad Allen fu negato il visto d'ingresso. Si vide costretto a trasferirsi a Parigi ed a lasciare il gruppo. Ebbe così termine la prima fase della carriera della band, caratterizzata da un sound psichedelico, i lavori successivi dei Soft Machine sarebbero stati sempre più all'insegna del jazz rock, il genere che li ha resi famosi.
Il chitarrista Daevid Allen, con i suoi University of Errors, eseguirà nel 2003 un rifacimento dell'album con nuovi arrangiamenti, lasciando la chitarra a Josh Pollock e passando al canto. L'album sarà pubblicato con il titolo  Jet Propelled Photographs nel 2004 dalla Cuneiform Records (Rune 188).

## Tracce

### Lato A
1. That's How Much I Need You Now (Robert Wyatt) - 2:25
2. Save Yourself (Robert Wyatt) - 2:42
3. I Should've Known (Hugh Hopper) - 7:27
4. Jet-Propelled Photograph (Kevin Ayers) - 2:30

### Lato B
1. When I Don't Want You (Hugh Hopper) 2:46
2. Memories (Hugh Hopper) - 2:56
3. You Don't Remember (Daevid Allen, Robert Wyatt) 3:42
4. She's Gone (Kevin Ayers) - 2:08
5. I'd Rather Be With You (Kevin Ayers) - 3:38

## Formazione
- Robert Wyatt - batteria, voce
- Mike Ratledge - piano, organo
- Kevin Ayers - basso, voce
- Daevid Allen - chitarra

## Pubblicazioni
La prima pubblicazione avviene nel 1972, i 4 demo del lato A escono per la BYG, insieme a brani della band Gary Far & the T-Bones, nella raccolta Rock Generation Vol. 07 (BYG 529 707) e subito dopo gli altri 5 demo escono con pezzi di Marc Leeman 5 And David Graham in Rock Generation Vol. 08 (BYG 529 708). Nello stesso anno esce il vero e proprio album con il titolo Faces And Places Vol.7 (BYG 529 907).
Negli anni seguenti escono molte altre riedizioni del lavoro, ed il titolo cambia spesso. Nel 1973 esce per la Metronome 2001 (200.137) con il titolo Soft Machine. I titoli con cui è più conosciuto sono At the Beginning, pubblicato per la prima volta nel 1977 dalla Charly Records (CR 30014), e Jet-Propelled Photographs nel 1988 per la Decal (LIK 36), una consociata della Charly Records. Tra le varie edizioni vi sono:
- Charly (2933 212) LP con il titolo At the Beginning nel 1977 in Francia
- Charly (CR30196) LP con il titolo Soft Machine nel 1980
- Charly (CD 197) il primo CD con il titolo Jet-Propelled Photographs nel 1989
- Spalax Music (14816) con il titolo Jet Propelled nel 1995
- Neon (NE 34531) CD e LP con il titolo The Soft Machine nel 1999 in Germania
- Metrodome/Dressed to Kill (METRO380) CD con il titolo Soft Machine nel 2000
- Varese Sarabande (302061264) CD e LP con il titolo Jet-Propelled Photographs nel 2002
- Brook Records (1037) CD con il titolo Shooting At The Moon nel 2006